# Torre de la Ricarda
|  | No s'ha de confondre amb Torre Ricarda. |

La Torre de la Ricarda o de Cristall és una masia del Prat de Llobregat, inclosa a l'Inventari del Patrimoni Arquitectònic de Catalunya.

## Història
Va ser construïda per Manuel Bertrand i Salsas, propietari de la finca de la Ricarda.

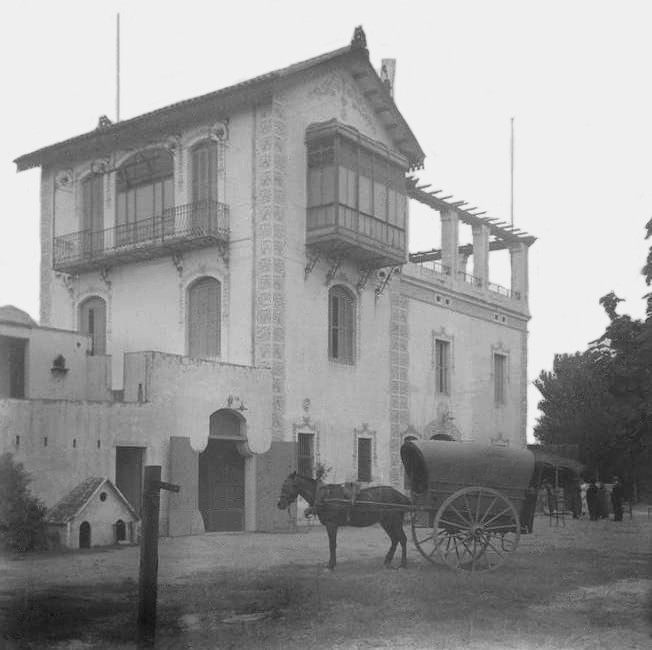
Torre de la Ricarda, fotografiada per Josep Salvany i Blanch (1919)

## Descripció
És una residència senyorial de planta baixa i dos pisos en un sector, i de planta baixa, pis i terrat en un altre. La part coberta per teulada a dues vessants imita l'estructura bàsica de la masia catalana, en un esperit clarament noucentista. L'esperit decoratiu és en canvi més modernista, amb esgrafiats de temes florals emmarcant les finestres, angles i cornises. Ceràmica vidriada de colors forma la base dels balcons, laminats de ferro treballats amb formes corbes imiten forjats artesanals.